# Stooshe

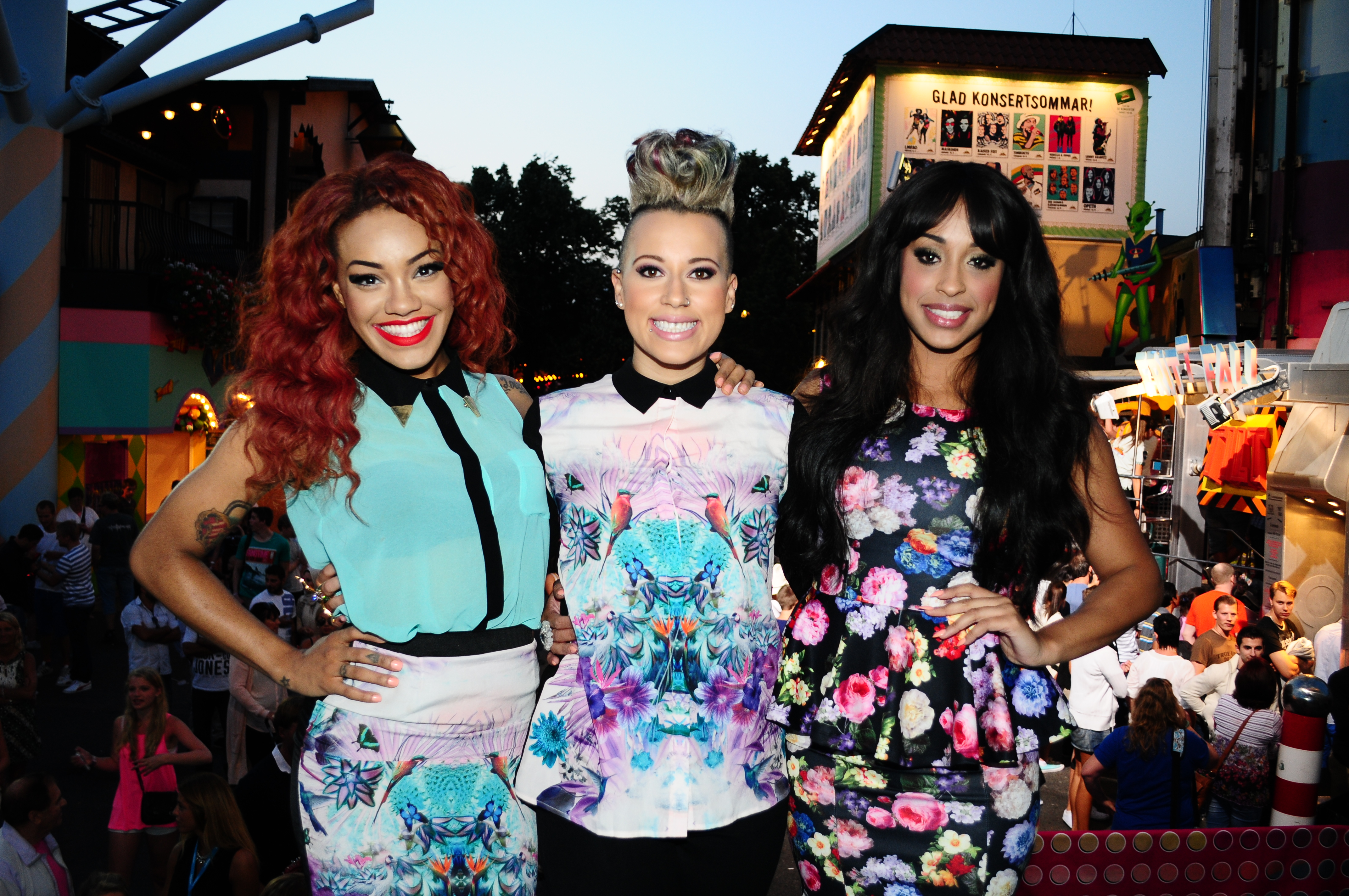
Stooshe beim Sommarkrysset 2012

Stooshe (auch StooShe geschrieben) ist eine dreiköpfige englische Soulpop-Band.

## Bandgeschichte
Nach mehrmonatigem Vorsingen stellte die Musikmanagerin Jo Perry Anfang 2011 die Band Stooshe zusammen. Sie besteht aus den drei Sängerinnen Karis Anderson, Alexandra Buggs und Courtney Rumbold, die bei der Gründung zwischen 18 und 21 Jahre alt waren. Sie wurden von Warner Music unter Vertrag genommen und veröffentlichten noch im selben Jahr mit Fuck Me und Betty Woz Gone sowie ihrer Version von Ini Kamozes Here Comes the Hotstepper ihre ersten Songs. Mit ihrem R&B-Pop und Texten voll sexueller Anspielungen bekamen sie schnell Aufmerksamkeit. In der BBC-Prognose Sound of … wurde ihnen der Durchbruch für 2012 vorhergesagt.
Für ihre erste richtige Singleveröffentlichung nahmen sie eine bereinigte Version von Fuck Me unter dem Titel Love Me auf. Außerdem holten sie sich Travie McCoy von den Gym Class Heroes dazu. Das Lied erschien im März 2012 und wurde auf Anhieb ein Top-5-Hit. Die Veröffentlichung ihres Debütalbums London with the Lights On, das zuerst Swings and Roundabouts heißen sollte, wurde mehrfach verschoben, es sollte im Frühjahr bzw. im Juni 2012 erscheinen. Am 18. Juni erschien jedoch erst einmal die zweite Single Black Heart. Das Debütalbum erschien schließlich im Mai 2013.

## Mitglieder

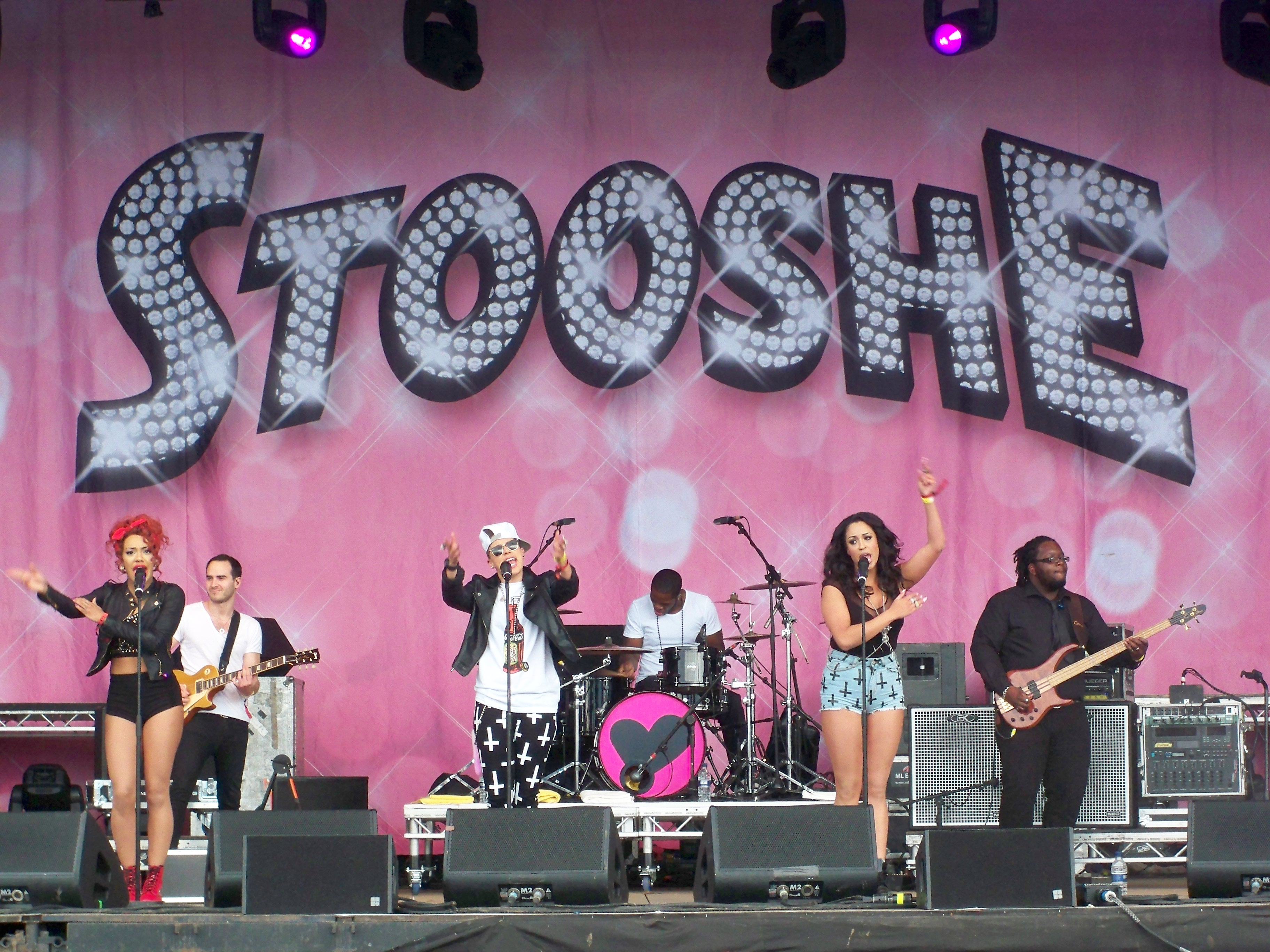
Stooshe beim Guilfest 2012

- Karis Anderson
- Alexandra Buggs
- Courtney Rumbold

## Diskografie
Alben
- The Stoosh Tape (Mixtape, 2011)
- London with the Lights On (2013)

Lieder
- Betty Woz Gone (2011)
- Here Comes the Hotstepper (Filmsoundtrack American Pie - Das Klassentreffen, 2011)
- Love Me (featuring Travie McCoy, 2012)
- Wish I Belonged (Urban Classic featuring Fazer, BBC Symphony Orchestra, Angel, Stooshe & Tyler James, 2012)
- Black Heart (2012)
- Waterfalls (2012)
- Slip (2013)